# Pfarrhaus Möhren (Treuchtlingen)

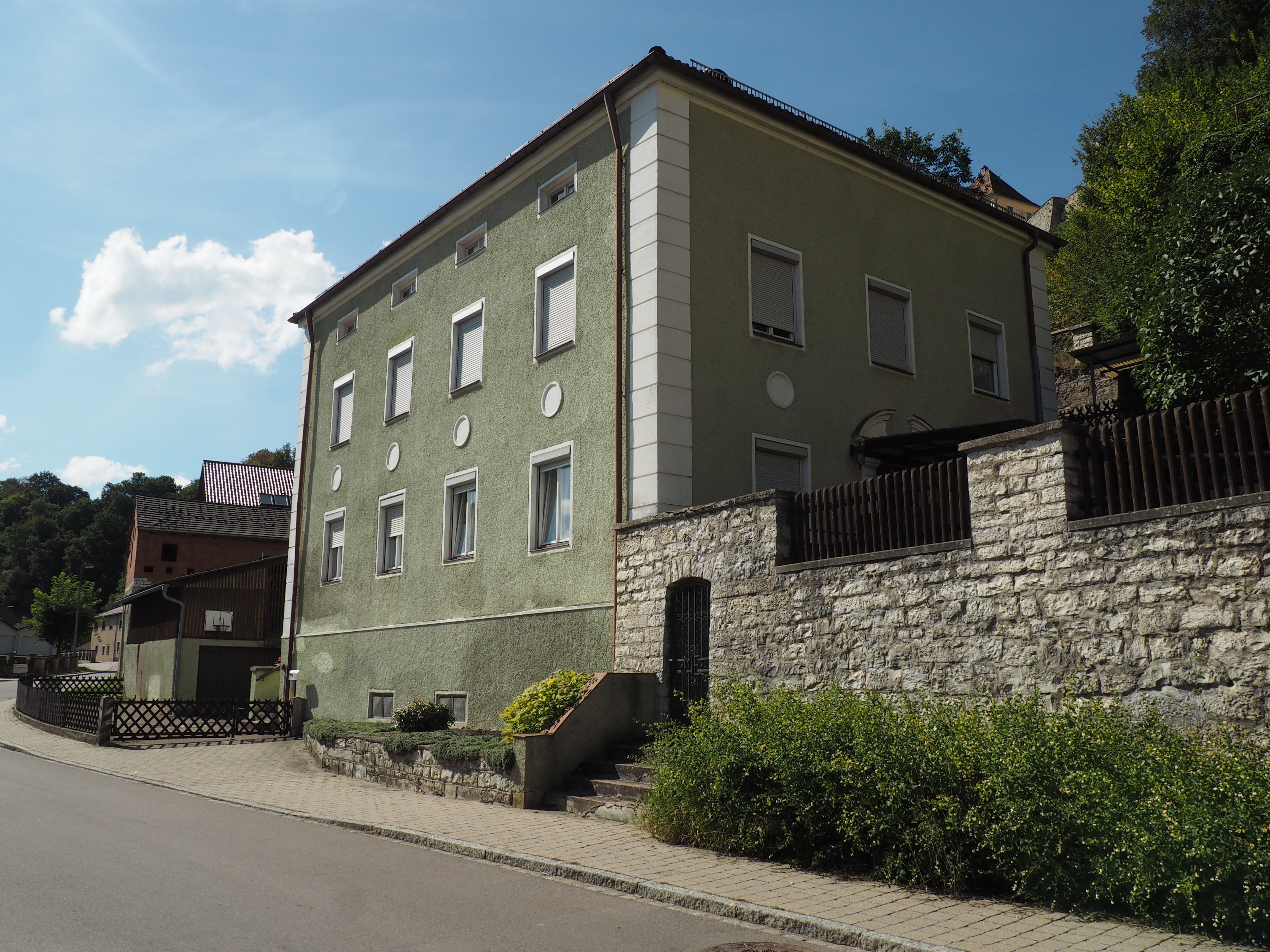
Ehemaliges Pfarrhaus in Möhren (2016)

Das Pfarrhaus in Möhren, einem Gemeindeteil der Stadt Treuchtlingen im mittelfränkischen Landkreis Weißenburg-Gunzenhausen, wurde 1855 errichtet. Das ehemalige Pfarrhaus an der Monheimer Straße 2 ist ein geschütztes Baudenkmal.
Der zweigeschossige Zeltdachbau mit rustizierten Ecklisenen besitzt vier zu drei Fensterachsen. Die Eingangstür ist aufwendig gerahmt.